# Aloe tomentosa
Aloe tomentosa är en grästrädsväxtart som beskrevs av Albert Deflers. Aloe tomentosa ingår i släktet Aloe och familjen grästrädsväxter. Inga underarter finns listade i Catalogue of Life.

## Bildgalleri

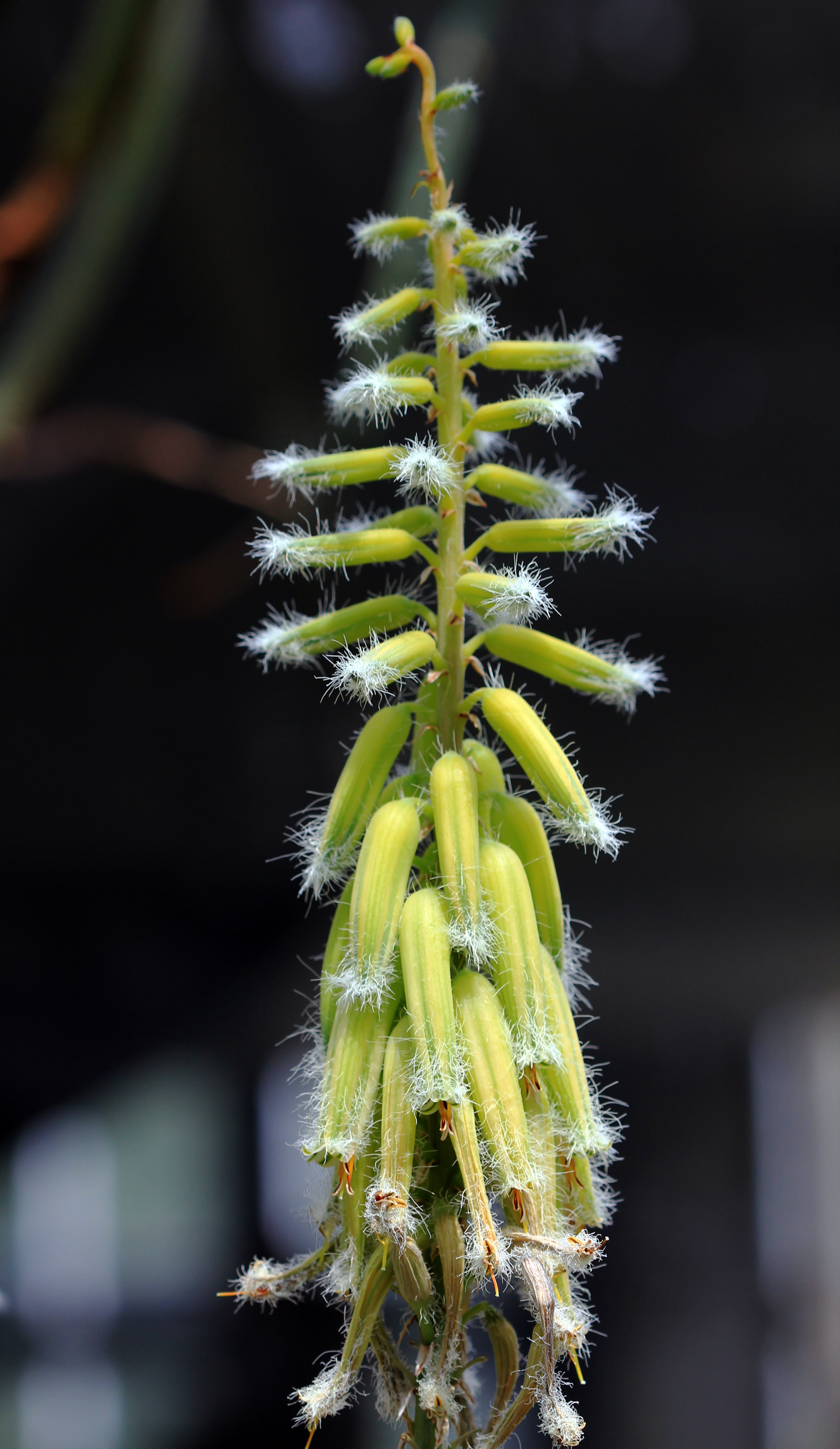
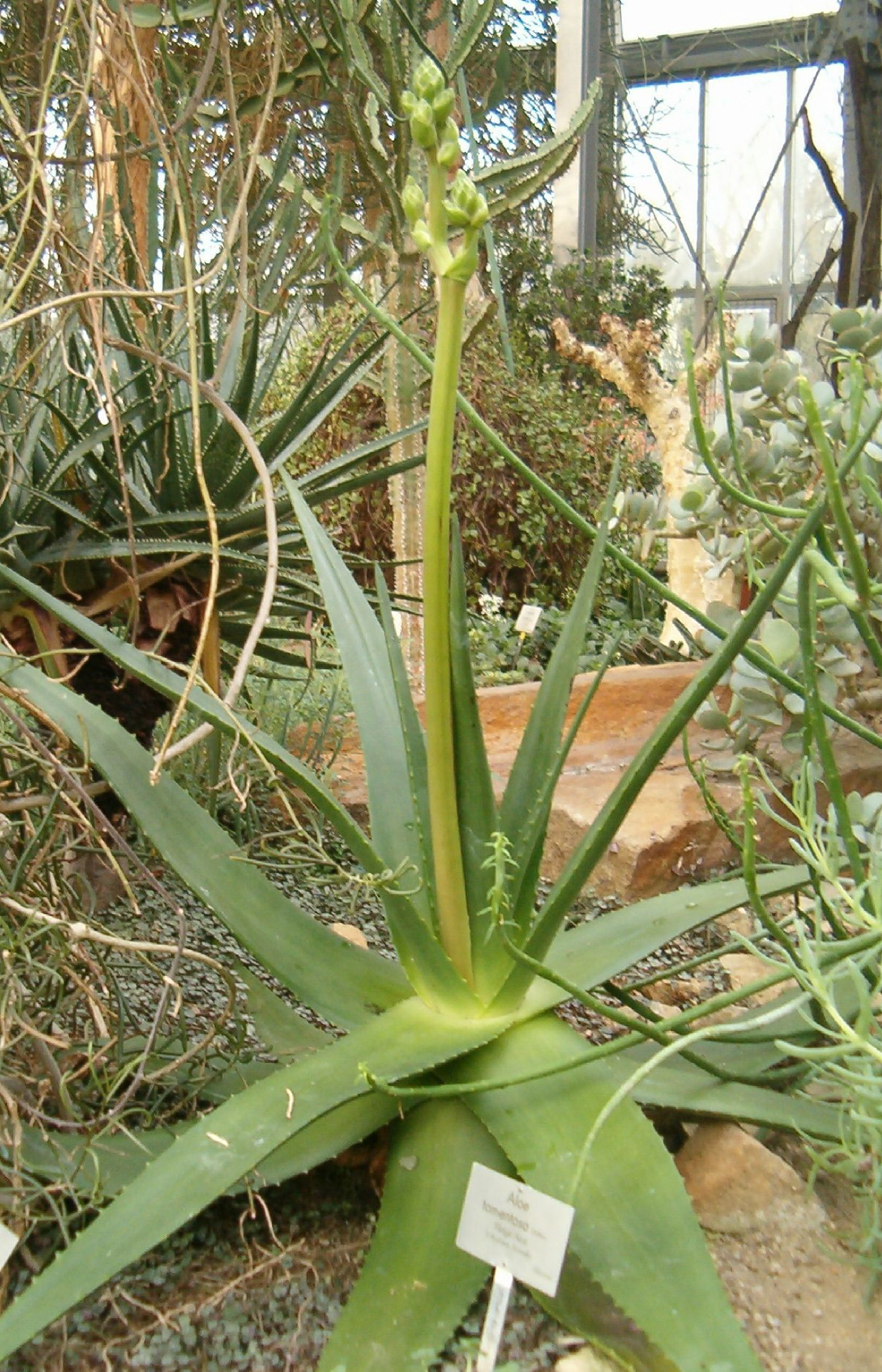
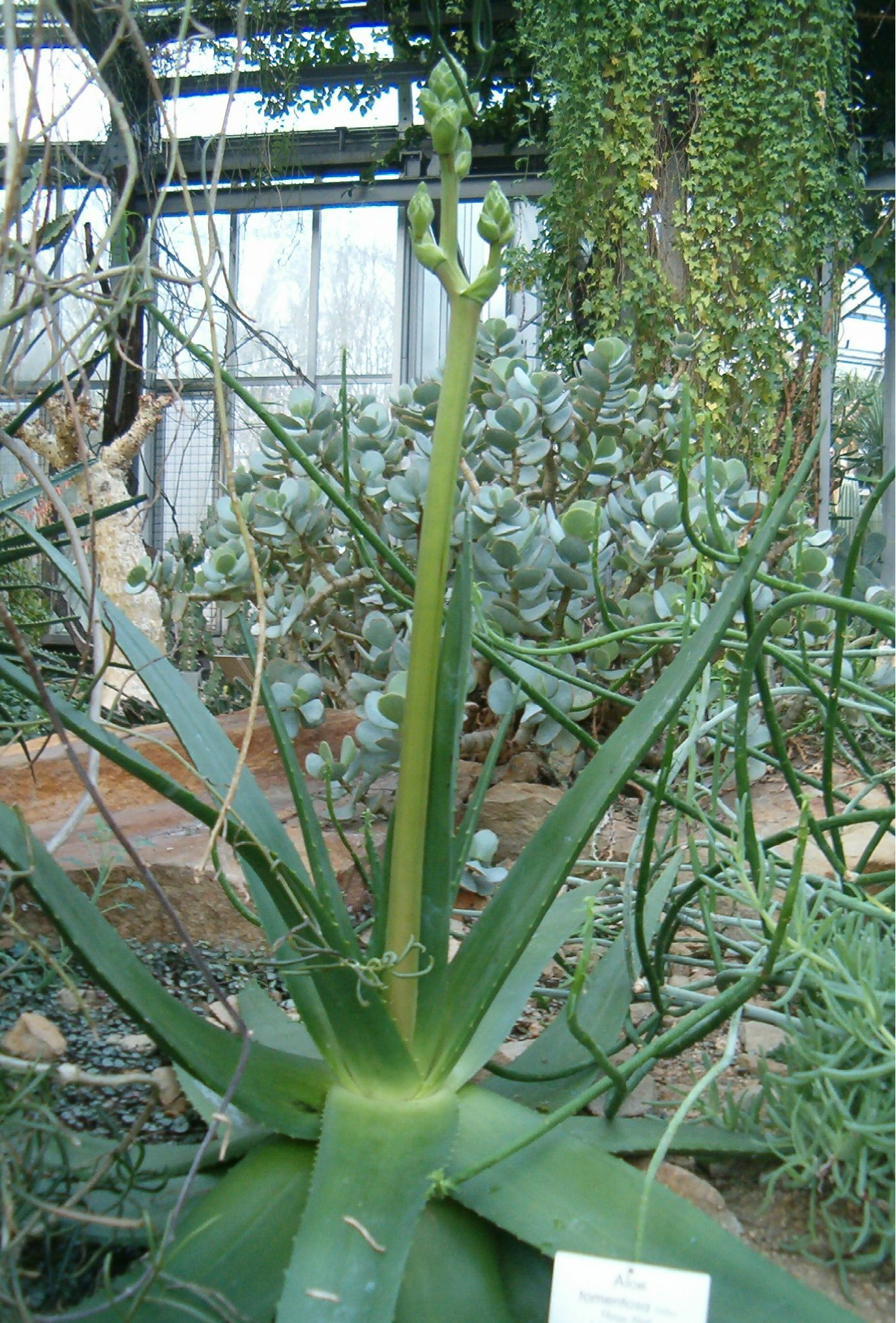
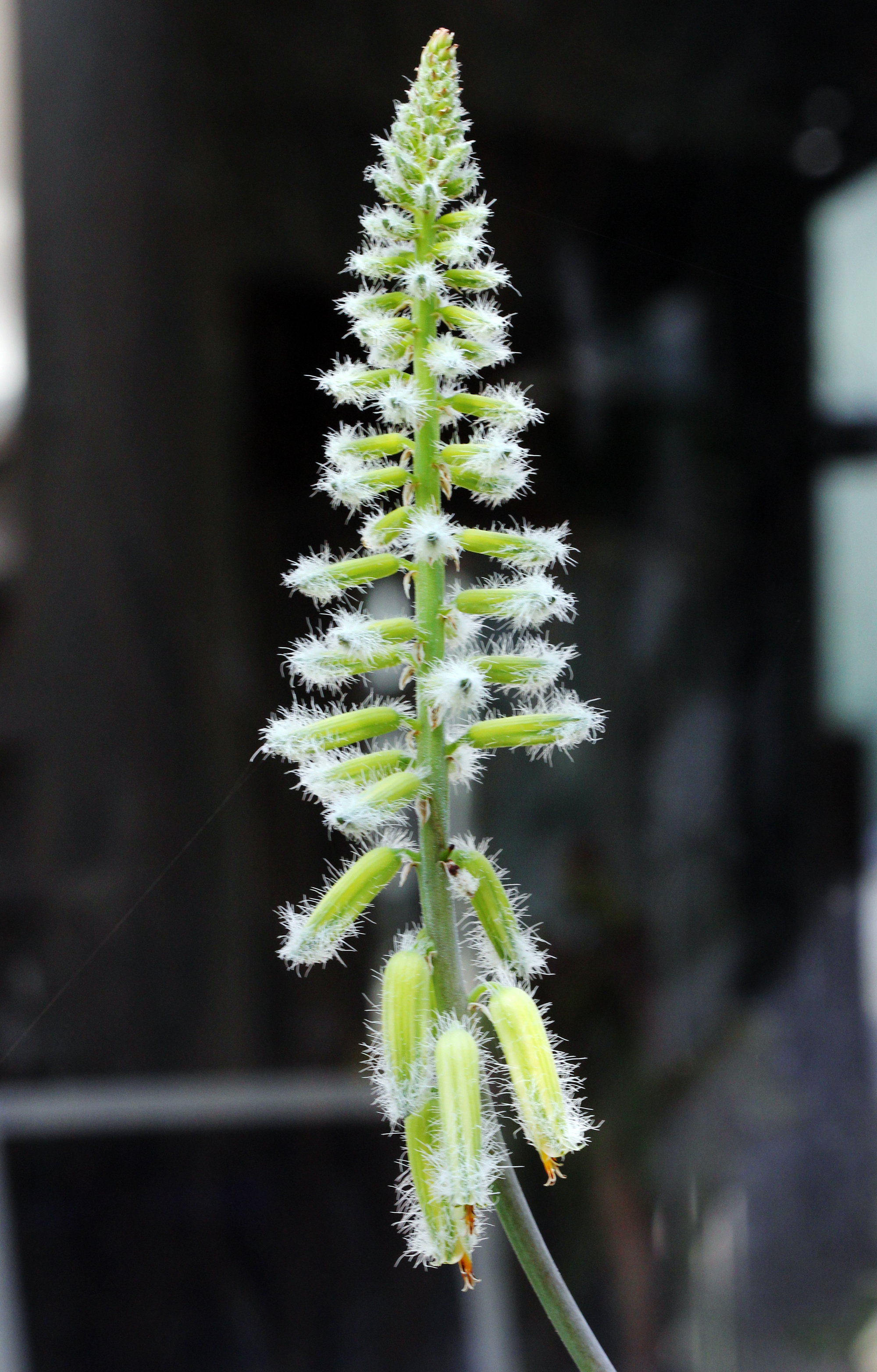